# Crinán di Dunkeld
Crinán di Dunkeld, in gaelico scozzese Crínáin o Dunkeld (... – Dunkeld, 1045), è stato un nobile e abate scozzese.
Fu il capostipite della casata di Dunkeld, la dinastia che avrebbe governato la Scozia tra l'XI e il XIII secolo.

## Origini e famiglia
Crinán era abate di Dunkeld, anche se probabilmente non un religioso. Alcune fonti sostengono che discendesse da antichi re irlandesi come Eógan mac Néill e Conall Gulban, ma il fatto è dubbio.
Attorno al 1000 sposò Bethoc, figlia di Malcolm II di Scozia (re dal 1005 al 1034), dalla quale ebbe tre figli:
- Duncan (1001-1040, re di Scozia dal 1034);
- Maldred di Allerdale (forse l'ispiratore storico di un omonimo personaggio del ciclo arturiano[3]);
- una femmina dal nome sconosciuto.

Poiché re Malcolm non aveva figli maschi, i suoi possibili successori erano due: Duncan mac Crínáin e Mac Bethad mac Findlaích (meglio noto come Macbeth), entrambi suoi nipoti tramite linea femminile.

## Vita
Crinán, prima di diventare abate di Dunkeld, potrebbe aver trascorso un po' di tempo in esilio in Inghilterra (ma è incerto se alla corte di Etelredo II o a quella di Canuto il Grande). Se infatti da una parte Crinán era imparentato con Etelredo tramite il matrimonio del figlio Maldred con Ealdgyth, una nipote del re, dall'altra il suo nome appare su alcune monete del regno di Canuto (1017-23) in quanto era stato nominato magistrato monetario. 
Dopo la morte del figlio Duncan, il quale nel frattempo era asceso al trono, nel 1045 Crinán di Dunkeld si ribellò contro il nuovo re scozzese Macbeth a sostegno del nipote Malcolm (il futuro Malcolm III di Scozia, figlio dello stesso Duncan). Tuttavia Crinán, ormai anziano, fu ucciso in battaglia a Dunkeld quando Macbeth attaccò il centro dei suoi domini. Con lui morì anche l'altro figlio e principale sostenitore Maldred di Allerdale; la rivolta quindi si spense e i figli di Duncan furono costretti a fuggire.

## Abate di Dunkeld
Un monastero dedicato a san Columba fu fondato sulla riva nord del fiume Tay tra il VI e il VII secolo, in seguito alla spedizione evangelizzatrice del santo nella terra dei Pitti. Anche se il titolo di abate ereditario (coarb in gaelico) era una posizione feudale che spesso valeva solo come titolo onorifico, Crinán ai suoi tempi sembra aver agito come abate responsabile del monastero. Doveva quindi essere un uomo di alto rango sia nella società clericale che secolare.
La magnifica cattedrale di Dunkeld, costruita in più fasi tra il 1260 e il 1501 ma ormai in rovina, sorgeva sul terreno un tempo occupato dal monastero di san Columba. Le rovine della cattedrale contengono gli unici resti superstiti della precedente comunità monastica, ovvero una fila di mattoni di pietra rossa visibile nel muro del coro orientale che potrebbe aver fatto parte dell'edificio precedente, e due lastre a croce in pietra del IX o X secolo nella sezione della cattedrale adibita a museo.
Walter Bower e Giovanni di Fordun non identificano Crinán come abate di Dunkeld, ma lo fanno invece abate di Dull (carica sempre ereditaria) e siniscalco delle Isole Ebridi.